# Marta Schreieck
Marta Schreieck (* 16. September 1954 in Innsbruck) ist eine österreichische Architektin.

## Leben
Marta Schreieck studierte von 1975 bis 1981 Architektur an der Akademie der bildenden Künste Wien in der Meisterklasse von Roland Rainer und Timo Penttilä. 1981/82 war sie als Assistentin am Institut für Städtebau an der Akademie der bildenden Künste beschäftigt. 1982 gründete sie mit Dieter Henke, den sie in der Meisterklasse von Roland Rainer kennengelernt hatte, das Architekturbüro Henke Schreieck Architekten in Wien. Zunächst planten die beiden kleinere Wohnungs- und Büroumbauten, bis sie Ende der 1980er Jahre die Architekturwettbewerbe für den Neubau der Sozial- und Wirtschaftswissenschaftlichen Fakultät der Universität Innsbruck und für einen Wohnbau in der Fraunfelderstraße im 17. Bezirk in Wien gewinnen konnten. Seitdem entwarfen sie insbesondere Bildungsbauten und Bürohäuser, die meist puristisch und schnörkellos gestaltet sind und viel Anerkennung fanden.
1993 übernahm Marta Schreieck einen Lehrauftrag am Institut für Bauingenieurwesen und Architektur an der Universität Innsbruck, 1995 eine Gastprofessur an der Akademie der Bildenden Künste in Wien. 2004 war sie Kommissärin des Österreichbeitrages der 9. Architekturbiennale Venedig. Seit 2005 ist sie Mitglied der Sektion Baukunst der Akademie der Künste in Berlin und seit 2007 Präsidentin der Zentralvereinigung der ArchitektInnen Österreichs. Sie war oder ist Mitglied der Gestaltungsbeiräte von Feldkirch, Linz, Salzburg und Regensburg und Jurorin bei Wettbewerben in Österreich und anderen Ländern.

## Auszeichnungen
- Neues Bauen in Tirol, 1998, Auszeichnung (für Neubau der SoWi-Fakultät; mit Dieter Henke)[2]
- Kulturpreis der Stadt Wien, 2000[3]
- Österreichischer Bauherrenpreis 2001 (für FH Kufstein; mit Dieter Henke)
- Österreichischer Bauherrenpreis 2002 (für AHS Heustadelsgasse; mit Dieter Henke)
- Österreichischer Bauherrenpreis 2004 (für Büro- und Ausstellungspavillon Bene – Zumtobel Staff; mit Dieter Henke)
- Neues Bauen in den Alpen, 2006, Auszeichnung (für Parkhotel Hall; mit Dieter Henke)
- Österreichischer Bauherrenpreis 2009 (für Hoch Zwei; mit Dieter Henke)
- Silbernes Ehrenzeichen für Verdienste um das Land Wien, 2015
- Architekturpreis des Landes Burgenland, 2016 (für Haus mit 2 Höfen; mit Dieter Henke)
- Österreichischer Bauherrenpreis 2017 (für Erste Campus, Wien; mit Dieter Henke)
- Ehrenzeichen des Landes Tirol, 2022[4]

## Werke
(mit Henke Schreieck Architekten)

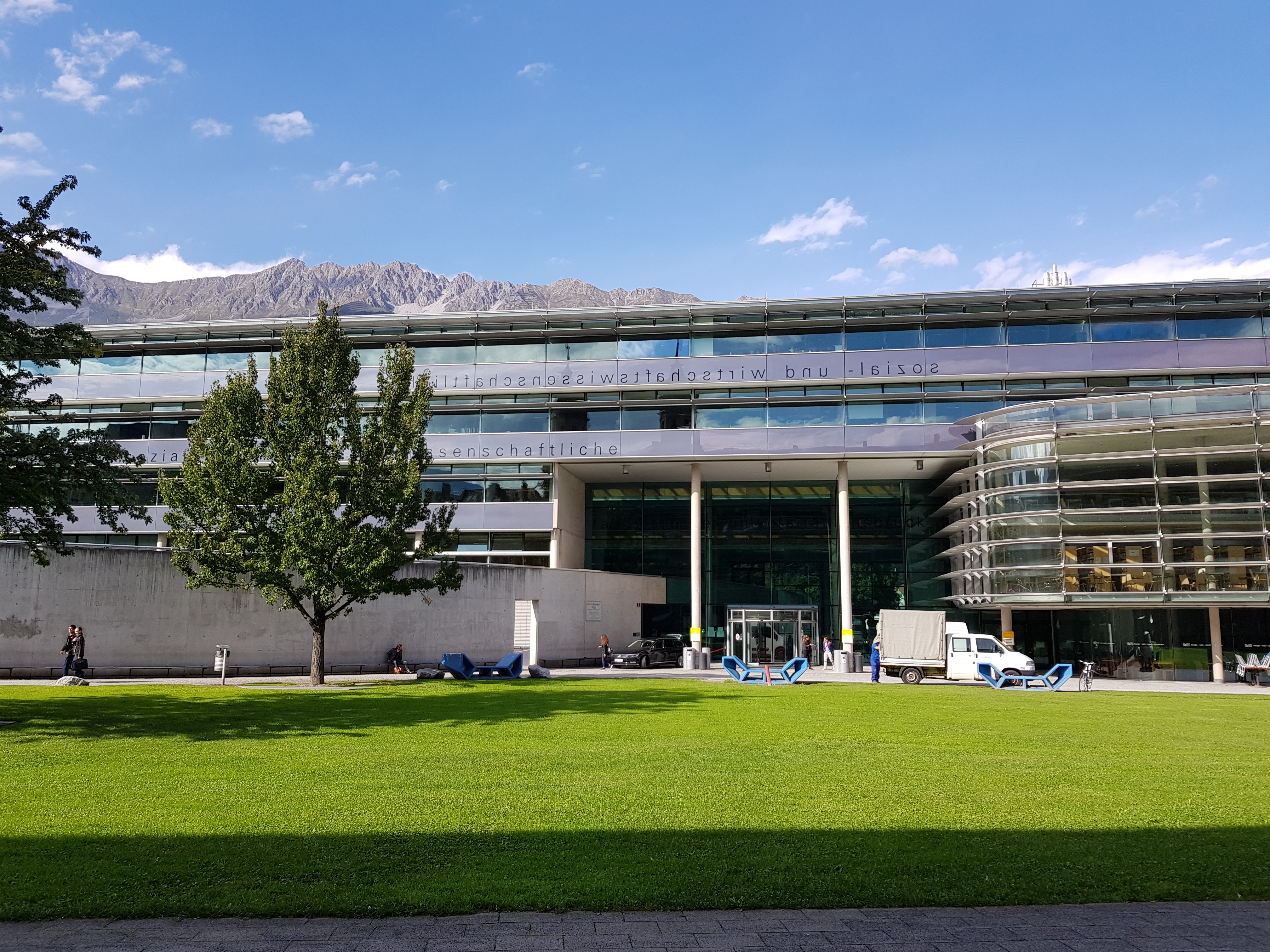
SoWi-Fakultät Innsbruck (1999)

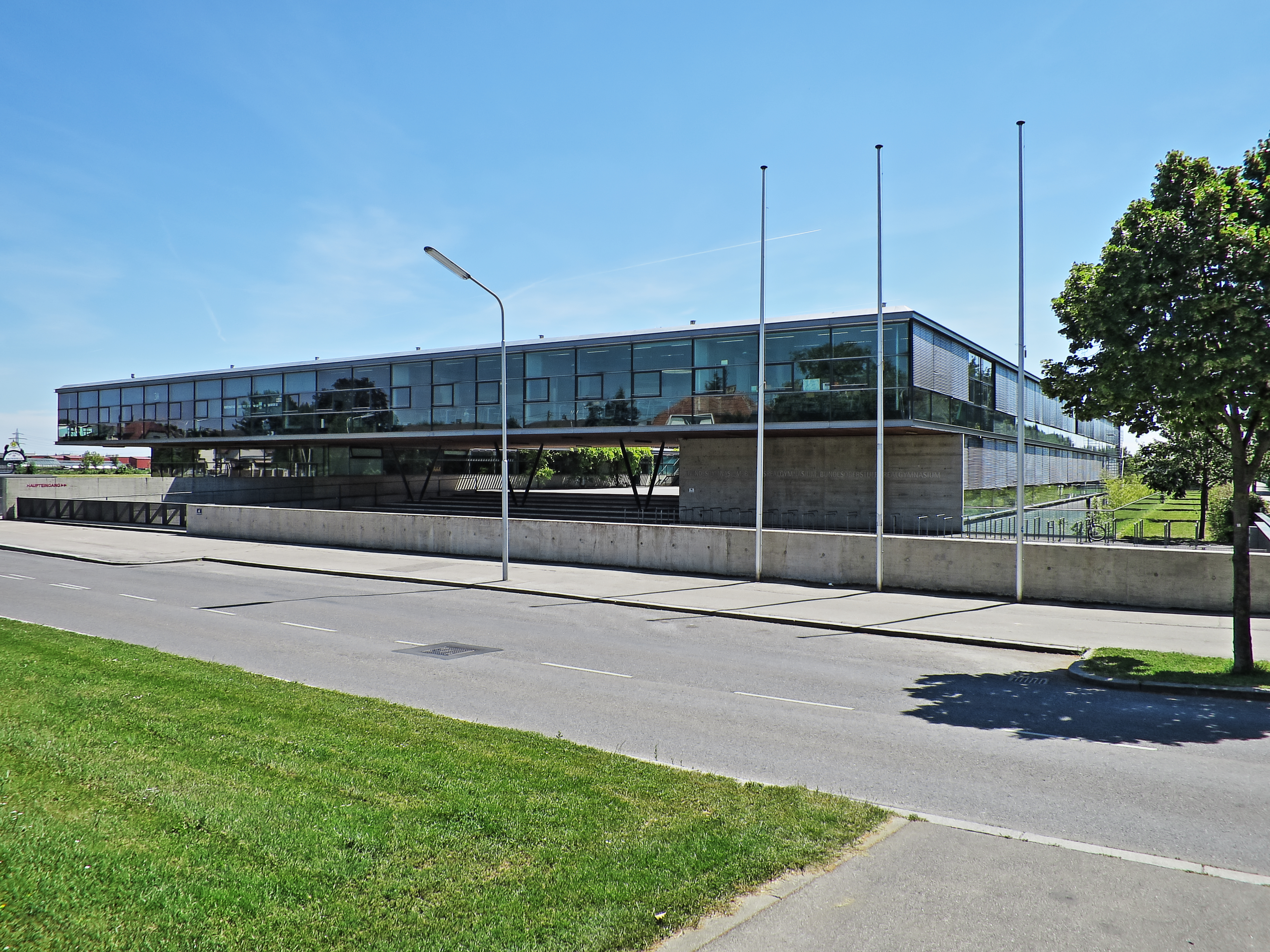
AHS Heustadelgasse, Wien (2002)

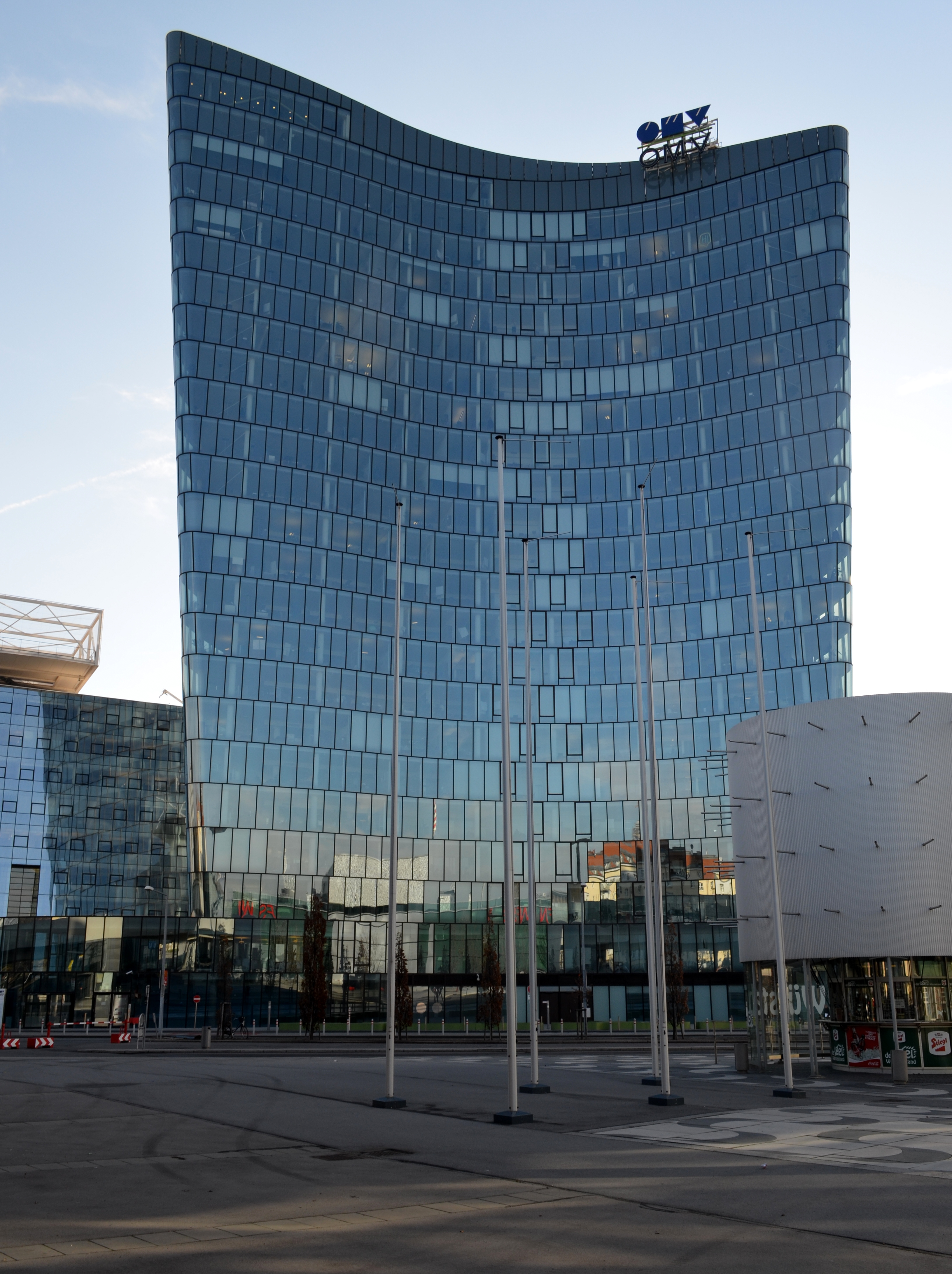
Hoch Zwei, Wien (2008)

- Wohnbau Frauenfelderstraße, Wien, 1993
- Umbau Hackinger Steg, Wien, 1994
- Terrassenhaus, Seefeld in Tirol, 1995
- Volks- und Hauptschule Leberberg, Wien, 1996
- Baumax-Filiale, Schwechat, 1998
- Wohnhausanlage Ella-Lingens-Hof, Wien, 1999 (mit Hermann & Valentiny, Geiswinkler und Geiswinkler, Peter Nigst, Roland Hagmüller und Hugo Potyka)[5]
- Sozial- und Wirtschaftswissenschaftliche Fakultät der Universität Innsbruck, 1999[6]
- Fachhochschule Kufstein, 2001
- Büro- und Ausstellungspavillon Bene – Zumtobel Staff, Klagenfurt, 2002
- AHS Heustadelgasse, Wien, 2002
- Büro- und Geschäftshaus k47, Wien, 2003
- Parkhotel, Hall in Tirol, 2003[7]
- Universitätsgebäude, Studentenheim und Kindergarten, Eduard-Wallnöfer-Zentrum, Hall in Tirol, 2004
- Aufnahmsgebäude Bahnhof Baden, 2004
- Hotel am Tivoli, Innsbruck, 2008[6][8]
- Kloster St. Gabriel, St. Johann bei Herberstein, 2008
- Bürohochhaus Hoch Zwei, Wien, 2008
- Bürogebäude Rund Vier, Wien, 2009
- Borealis Innovation Headquarters, Linz, 2009
- Büro- und Geschäftsgebäude Headline, Innsbruck, 2012[6]
- Büro- und Geschäftshaus m 36, Wien, 2011 (mit Ursula Aichwalder)
- Haus mit 2 Höfen, Buchschachen, 2012
- Erste Campus, Wien, 2015